# Kaptyn

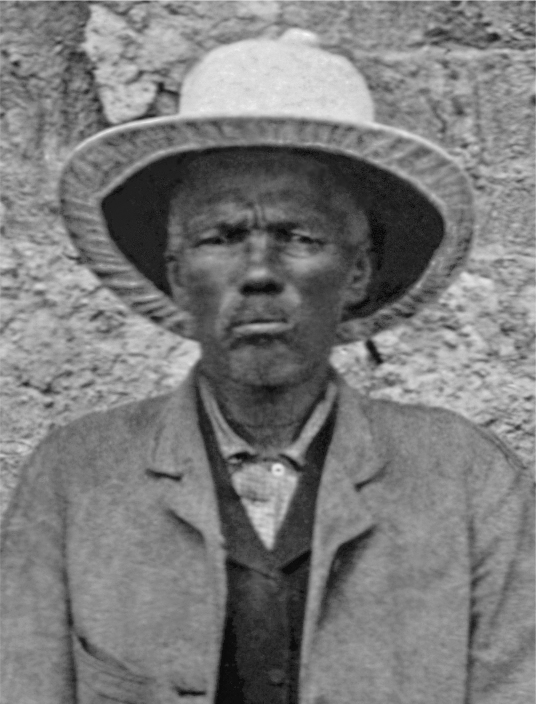
Kaptyn Hendrik Witbooi (ca. 1830–1905)

Kaptyn is in Namibië de traditionele aanvoerder van een volksgroep. Dit Afrikaanse woord komt van het Nederlands kapitein; in het Duits van Namibië wordt het woord als Kaptein geschreven; kaptein is ook het gewone Afrikaanse woord voor kapitein. Thans worden de Nama nog door kaptyns of kapteins geleid; zij spelen een voorname rol in het sociale leven van deze volksgroep. 
In het verleden waren de kaptyns de leiders van de verschillende stammen in Duits-Zuidwest-Afrika en later Zuidwest-Afrika. In de Grondwet van 1990 werd voor de traditionele leiders een vaste plaats voorzien, of zij nu door afstamming, bemiddeling of verkiezing aangesteld worden .  Zo zijn er een vijftigtal, daaronder de kaptyns. 